# Barbus haasi
Barbus haasi có tên barb cua-roig trong tiếng Catalan, hay barbo colirrojo và barbo de cola roja trong tiếng Tây Ban Nha, là một loài cá vây tia trong họ Cyprinidae. 
Nó là loài cá nhỏ ở đông bắc bán đảo Iberia. Morphologically nó giống với Barbus bocagei, nhưng nhỏ hơn và hiếm khi có dài hơn 20 cm.
Các môi trường sống tự nhiên của chúng là sông và carxtơ nội địa ở nội địa Catalonia, đặc biệt ở khu vực comarca Bages.
Loài này bị đe dọa bởi mất nơi sinh sóng và du nhập các loài không bản địa như Lepomis gibbosus.

## Hình ảnh

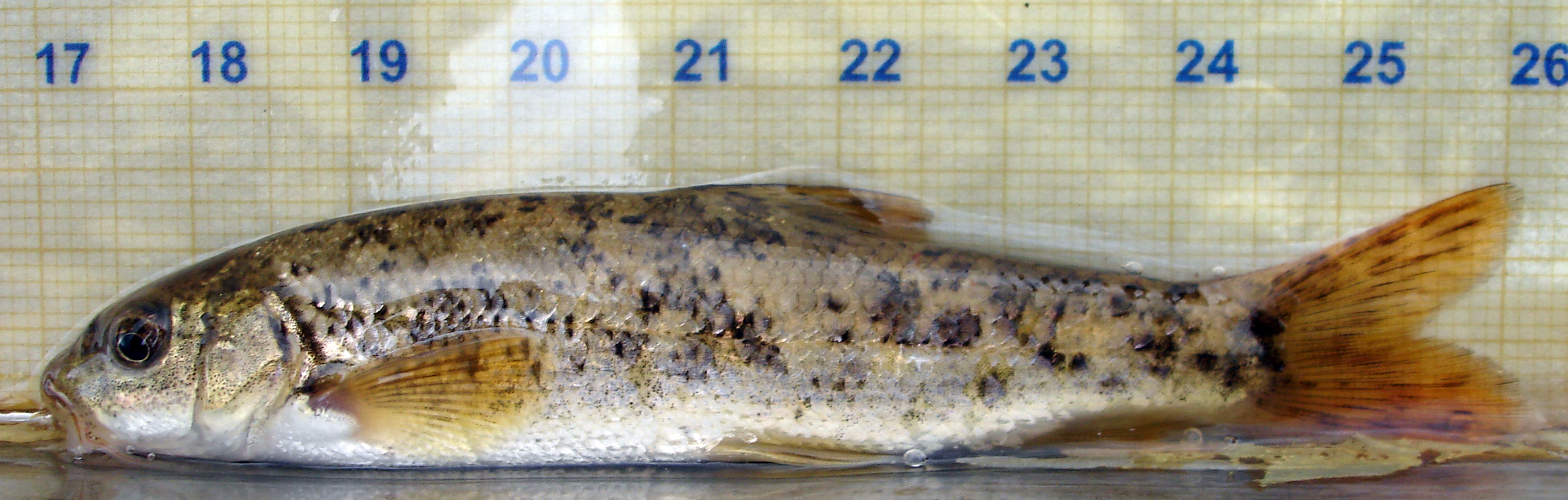